# عمر دیالو
عمر دیالو (انگلیسی: Omar Diallo؛ زادهٔ ۲۸ سپتامبر ۱۹۷۲) یک بازیکن فوتبال اهل سنگال است.
وی همچنین در تیم ملی فوتبال سنگال بازی کرده‌است.